# Burn It Down (Linkin Park)
Burn it Down is een nummer van de Amerikaanse alternatieve rockgroep Linkin Park. Het is geschreven door Chester Bennington en Mike Shinoda en geproduceerd door Shinoda in de NRG Recording Studios en The Stockroom in Los Angeles, de Verenigde Staten. Burn it Down ging op 16 april 2012 in première en werd op deze datum door Machine Shop Recordings en Warner Bros. Records op airplay, fysiek en digitaal uitgebracht als leadsingle voor het vijfde studioalbum Living Things, dat op 22 juni 2012 uitkwam.
Het nummer werd positief ontvangen door critici. Zo meldde een van ze dat "er een vertrouwd gevoel ontstaat dat doet denken aan de dagen van Hybrid Theory, het debuutalbum van de band. Anderen noemden het "dansbaar" of dat het "de mogelijkheid gaf om de "nacht weg te dansen", ondanks de "scherpe lijn tussen de smooth en het ruwe". Ook de raps van Shinoda werden geprezen, hoewel het door een van ze als "middelmatig" werd gezien. Qua betekenis is het nummer in meerdere interpretaties te leazen. Commercieel deed het nummer het goed in landen als Duitsland, Oostenrijk, de Verenigde Staten en Japan. De platinastatus is bereikt in Duitsland, terwijl de plaat goud in Italië en Zwitserland is.
De videoclip is geregisseerd door Joe Hahn en werd op 24 mei 2012 door MTV online gezet. Het ontving tijdens de MTV Video Music Awards nominaties voor beste rockvideoclip en beste special effects. Het nummer werd voor het eerst gespeeld tijdens een optreden voor de Amerikaanse radiostationKROQ. Verdere publieke optredens bevatten de Billboard Music Awards, de Japanse MTV Video Music Awards en de American Music Awards.

## Opname
Burn It Down is geschreven door de hoofdvocalisten Chester Bennington en Mike Shinoda terwijl Shinoda samen met Rick Rubin de productie voor zijn rekening nam. Het werd opgenomen in februari 2012 in de NRG Recording Studios in Los Angeles opgenomen onder de demotitel Buried at Sea. De opnames van het album vonden deels al plaats tijdens het toeren ter promotie van vorig album A Thousand Suns uit 2010. In juli 2011 meldde Bennington in een interview met het tijdschrift Rolling Stone dat de band constant bezig was met het schrijven van muziek, al was het in de tourbus of in de auto op weg naar huis. De planning was dat het album binnen achttien maanden uitgebracht zou worden en hij het zeer verrassend zou vinden als het niet in 2012 zou gebeuren.

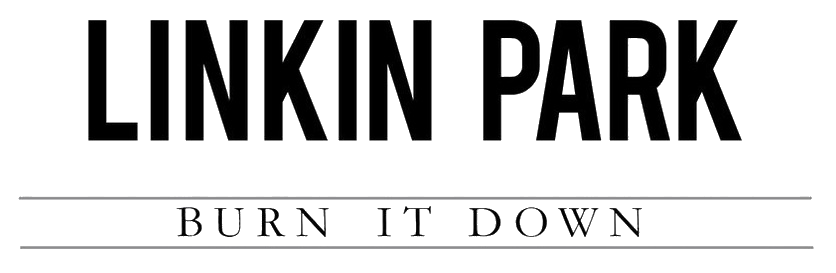

## Release en promotie
Op 24 maart werd er op de radiowebsites 16 april als releasedatum voor de radiostations bekendgemaakt maar deze informatie werd op 26 maart weer teruggetrokken. Op 28 maart meldde Shinoda dat er op 29 maart een bekendmaking zou komen over de nieuwe single, maar op dezelfde dag nog werd door hem de titel en de releasedatum bekendgemaakt. Een week later werd er een speciale subsite op de website van de band beschikbaar gesteld met een legpuzzel, die onderdeel is van een groot geheel dat waarschijnlijk het artwork van de single is. Elke dag werd een nieuwe gedeelte van het geheel beschikbaar, opnieuw in de vorm van een legpuzzel. Het oplossen zou ook leiden tot snippets van de nieuwe single.
Het nummer is meerdere malen opgevoerd tijdens officiële televisieverschijningen. De band debuteerde het nummer live tijdens een exclusief concert voor honderd genodigden dat georganiseerd werd door de Amerikaanse radiozender KROQ. Naast dit nummer speelden zij ook New Divide, Given Up, Papercut, Waiting for the End en Faint. De dag erna volgde nog een exclusief concert, dit maar voor de leden van de Linkin Park Underground, de fanclub van de band. Twee dagen later vond de eerste publieke presentatie van het nummer plaats tijdens de Billboard Music Awards 2012. Ook trad de band met het nummer op tijdens de Japanse MTV Video Music Awards, waar zij ook Numb speelden. Een miniconcert in een studio in het kader van Rio + Social was ook een van de evenementen waar het nummer live te horen was. Dit evenement stond in het teken van de kracht van muziek, videospellen en sociale media om de duurzaamheid van de wereld aan de kaak te stellen. Op de X Games in juni 2012 promootte de band het nummer eveneens, net als tijdens een optreden voor de Amerikaanse televisieprogramma Jimmy Kimmel Live!, waar zij ook Lies Greed Misery, New Divide en Faint ten gehore brachten. Het nummer's laatste verschijning op tv was tijdens de American Music Awards in november 2012. Hiervoor gaf de band nog een ingekorte optreden tijdens het iHeartRadio Festival. Gedurende alle optredens van de Living Things Tour werd het nummer gespeeld.

### Releasedata
| Regio          | Releasedatum  | Format                  | Label        |
| -------------- | ------------- | ----------------------- | ------------ |
| Internationaal | 16 april 2012 | airplay, muziekdownload | Warner Bros. |
| Duitsland      | 1 juni 2012   | cd-single               | Warner Bros. |

## Stijl
In een interview met MTV verklaarde Bennington de keuze voor Burn It Down als leadsingle vanwege de combinatie van het "knetterende, vernietigende verleden" en het "vluchtige en electrogetinte heden". Het nummer gekenmerkt door een "hoge mate van energie en sterke elektronische melodies" waarin Bennington en Shinoda direct op elkaar reageren in het nummer, boven op het geluid van elektronische "grooves". Schrijver Mike Shinoda zei dat het nummer op verschillende manieren geïnterpreteerd kan worden, met als een voorbeeld die hij hoorde dat het verwijst naar wat men in popcultuur doet. Personen worden de ene dag opgebouwd en geprezen met de indruk op te wekken dat ze een grootse toekomst hebben terwijl ze de dag erna vernietigd worden.

## Videoclip
Oorspronkelijk zouden op 12 maart de opnames beginnen voor de videoclip van de eerste single maar uiteindelijk vonden deze op 28 en 29 maart plaats. De clip is geregisseerd door Joe Hahn. Bennington beschreef de set als vol met elektronica, draden en kabels en meldde dat de videoclip veel visuele effecten zou bevatten. Op 16 april werd er ook een videoclip op YouTube gepubliceerd met artwork en de songteksten van het nummer. De officiële clip ging op 23 mei in première

## Verschijningen in populaire cultuur
Delen van de videoclip waren te zien in een promotiefilmpje van voor de NBA 2012 Playoffs.

## Tracklist
Alle muziek en teksten zijn geschreven door Linkin Park. 
| Nr. | Titel        | Duur  |
| --- | ------------ | ----- |
| 1.  | Burn It Down | 03:51 |

| Nr. | Titel                                      | Duur  |
| --- | ------------------------------------------ | ----- |
| 1.  | Burn It Down                               | 03:51 |
| 2.  | New Divide (Live from iTunes Festival)     |       |
| 3.  | In the End (Live from iTunes Festival)     |       |
| 4.  | What I've Done (Live from iTunes Festival) |       |

| Nr. | Titel                                  | Duur  |
| --- | -------------------------------------- | ----- |
| 1.  | Burn It Down                           | 03:51 |
| 2.  | New Divide (Live from iTunes Festival) |       |
| 3.  | In the End (Live from iTunes Festival) |       |

| Nr. | Titel                                           | Duur  |
| --- | ----------------------------------------------- | ----- |
| 1.  | Burn It Down (main)                             | 03:52 |
| 2.  | Burn It Down (instrumental)                     | 04:11 |
| 3.  | Burn It Down (a capella)                        | 02:58 |
| 4.  | Burn It Down (Paul van Dyk remix)               | 08:02 |
| 5.  | Burn It Down (Paul van Dyk Radio Edit) (No Rap) | 04:02 |
| 6.  | Burn It Down (Paul van Dyk Remix) (No Rap)      | 07:32 |
| 7.  | Burn It Down (RAC Remix)                        | 03:33 |
| 8.  | Burn It Down (Hann With Gun Remix)              | 04:11 |
| 9.  | Burn It Down (Double Dust Remix)                | 05:00 |
| 10. | Burn It Down (Heavy Burn Remix)                 | 06:27 |
| 11. | Burn It Down (Arya Shani Remix)                 | 06:02 |
| 12. | Burn It Down (John Reaper Remix)                | 03:12 |

## Hitnoteringen

### Wereldwijd
| Land                | Lijst                      | Piek | Bron   |
| ------------------- | -------------------------- | ---- | ------ |
| 2012                |                            |      |        |
| Australië           | ARIA Charts                | 41   | [ 12 ] |
| Canada              | Canadian Hot 100           | 33   | [ 13 ] |
| Canada              | Active rock                | 12   |        |
| Canada              | Alternative rock           | 2    | [ 14 ] |
| Denemarken          | Danish Singles Chart       | 37   | [ 12 ] |
| Duitsland           | Musikmarkt Top 100         | 2    | [ 12 ] |
| Frankrijk           | SNEP Top 100               | 47   | [ 12 ] |
| Ierland             | IRMA Top 100               | 43   | [ 12 ] |
| Japan               | Japan Hot 100              | 7    | [ 13 ] |
| Mexico              | Mexico Airplay Chart       | 50   | [ 12 ] |
| Nieuw-Zeeland       | RIANZ                      | 13   | [ 12 ] |
| Nederland           | Nederlandse Single Top 100 | 59   | [ 12 ] |
| Nederland           | Nederlandse Tipparade      | 12   |        |
| Oostenrijk          | Ö3 Austria Top 40          | 10   | [ 12 ] |
| Polen               | Polish Airplay Chart       | 1    | [ 12 ] |
| Schotland           | Scottish Singles Chart     | 28   |        |
| Slovenië            | Radio Top 100 Chart        | 29   |        |
| Spanje              | Spanish Singles Chart      | 43   | [ 12 ] |
| Tsjechië            | Radio Top 100 Chart        | 29   | [ 12 ] |
| Verenigd Koninkrijk | UK Singles Chart           | 27   |        |
| Verenigd Koninkrijk | UK Rock Chart              | 1    |        |
| Verenigde Staten    | Billboard Hot 100          | 30   | [ 13 ] |
| Verenigde Staten    | Digital Songs              | 11   | [ 13 ] |
| Verenigde Staten    | Radio Songs                | 66   | [ 13 ] |
| Verenigde Staten    | Pop Songs                  | 24   | [ 13 ] |
| Verenigde Staten    | Adult Pop Songs            | 17   | [ 13 ] |
| Verenigde Staten    | Rock Songs                 | 1    | [ 13 ] |
| Verenigde Staten    | Alternative Songs          | 1    | [ 13 ] |
| Verenigde Staten    | Hot Mainstream Rock Tracks | 1    | [ 13 ] |
| Vlaanderen          | Ultratip 50                | 6    | [ 12 ] |
| Wallonië            | Ultratop 50                | 20   | [ 12 ] |
| Zwitserland         | Schweizer Hitparade        | 12   | [ 12 ] |

### Benelux
| Hitnotering: (Week 1 t/m 3) 21-04-2012 t/m 05-05-2012 Hitnotering: (Week 4 t/m) 02-06-2012 t/m | Hitnotering: (Week 1 t/m 3) 21-04-2012 t/m 05-05-2012 Hitnotering: (Week 4 t/m) 02-06-2012 t/m | Hitnotering: (Week 1 t/m 3) 21-04-2012 t/m 05-05-2012 Hitnotering: (Week 4 t/m) 02-06-2012 t/m | Hitnotering: (Week 1 t/m 3) 21-04-2012 t/m 05-05-2012 Hitnotering: (Week 4 t/m) 02-06-2012 t/m | Hitnotering: (Week 1 t/m 3) 21-04-2012 t/m 05-05-2012 Hitnotering: (Week 4 t/m) 02-06-2012 t/m | Hitnotering: (Week 1 t/m 3) 21-04-2012 t/m 05-05-2012 Hitnotering: (Week 4 t/m) 02-06-2012 t/m | Hitnotering: (Week 1 t/m 3) 21-04-2012 t/m 05-05-2012 Hitnotering: (Week 4 t/m) 02-06-2012 t/m | Hitnotering: (Week 1 t/m 3) 21-04-2012 t/m 05-05-2012 Hitnotering: (Week 4 t/m) 02-06-2012 t/m | Hitnotering: (Week 1 t/m 3) 21-04-2012 t/m 05-05-2012 Hitnotering: (Week 4 t/m) 02-06-2012 t/m |
| Week:                                                                                          | 1                                                                                              | 2                                                                                              | 3                                                                                              |                                                                                                | 4                                                                                              | 5                                                                                              | 6                                                                                              | 7                                                                                              |
| ---------------------------------------------------------------------------------------------- | ---------------------------------------------------------------------------------------------- | ---------------------------------------------------------------------------------------------- | ---------------------------------------------------------------------------------------------- | ---------------------------------------------------------------------------------------------- | ---------------------------------------------------------------------------------------------- | ---------------------------------------------------------------------------------------------- | ---------------------------------------------------------------------------------------------- | ---------------------------------------------------------------------------------------------- |
| Positie:                                                                                       | 69                                                                                             | 60                                                                                             | 85                                                                                             | uit                                                                                            | 96                                                                                             | 98                                                                                             | 99                                                                                             |                                                                                                |

### Certificaties
| Land             | Certificatie | Verkochte eenheden | Symbool |
| ---------------- | ------------ | ------------------ | ------- |
| Verenigde Staten | Platina      | 1.000.000          | ▲       |
| Duitsland        | Platina      | 300.000            | ▲       |
| Italië           | Goud         | 15.000             | ●       |
| Zwitserland      | Goud         | 15.000             | ●       |

## Personeel
Linkin Park
- Chester Bennington: leadvocalen, achtergrondvocalen
- Rob Bourdon: drum, percussie
- Brad Delson: akoestisch gitaar
- Joseph Hahn: programmering, sampling
- Phoenix: basgitaar
- Mike Shinoda: ritmisch gitarist, leadvocalen, achtergrondvocalen, producer, keyboard

Productie
- Rick Rubin: producer
- Mike Shinoda: producer, mixer, pro-tools
- Manny Marroquin: mixer
- Brian "Big Bass" Gardner: mastering
- Brandon Parvini: ontwerp
- Gemixt in de Larrabee North Studios
- Gemasterd in Bernie Grundman Mastering
- Ontwerp door Ghost Town Media

Emily Armstrong · Chester Bennington · Rob Bourdon · Colin Brittain · Brad Delson 
Dave Farrell · Joe Hahn · Scott Koziol · Mike Shinoda · Mark Wakefield